# Fédération royale belge de basket-ball
La Fédération Royale Belge des Sociétés de Basket-ball (ou FRBB) (Koninklijke Belgische Basketball-Bond (KBBB) en néerlandais) est une association, fondée en 1933, chargée d'organiser, de diriger et de développer le basket-ball en Belgique.
La FLBB représente le basket-ball auprès des pouvoirs publics ainsi qu'auprès des organismes sportifs nationaux et internationaux et, à ce titre, la Belgique dans les compétitions internationales. Elle défend également les intérêts moraux et matériels du basket-ball belge. Elle est affiliée à la FIBA depuis 1933, ainsi qu'à la FIBA Europe.
L'organisation est dissoute en 2017, et est remplacée l'année suivante par la Basketball Belgium, dissoute en 2017.